# Zeitschrift für bayerische Landesgeschichte
Die Zeitschrift für bayerische Landesgeschichte (ZBLG) ist eine dreimal jährlich erscheinende deutschsprachige Fachzeitschrift zur Geschichte Bayerns.
Die ZBLG wurde 1928 von der neu gegründeten Kommission für bayerische Landesgeschichte eingerichtet und konnte sich schnell als zentrale Zeitschrift zur bayerischen Landesgeschichte etablieren. Heute wird sie herausgegeben von der Kommission für bayerische Landesgeschichte bei der Bayerischen Akademie der Wissenschaften in Verbindung mit der Gesellschaft für Fränkische Geschichte und der Schwäbischen Forschungsgemeinschaft. Daher sind neben Ferdinand Kramer als Schriftleiter in München auch Dieter J. Weiß (für die fränkische Redaktionsabteilung) und Gerhard Hetzer (für die schwäbische Redaktionsabteilung) verantwortlich.
Inhaltliche Schwerpunkte der ZBLG sind seit ihrer Gründung neben Beiträgen zu den Personen und Epochen der bayerischen Geschichte die Siedlungsgeschichte und Ortsnamenkunde. Darüber hinaus pflegt die Zeitschrift einen umfangreichen Rezensionsteil.
Neben der Retrodigitalisierung und dem kostenlosen Online-Zugang bis zu den fünf Jahre alten Ausgaben präsentiert die ZBLG inzwischen als ZBLG-Online ausgewählte Rezensionen zur bayerischen Landesgeschichte noch vor dem Druck der entsprechenden Hefte online.